# Il colonnello Hollister
Il colonnello Hollister (Dallas) è un film del 1950 diretto da Stuart Heisler.
È un film western statunitense con Gary Cooper, Ruth Roman e Steve Cochran.

## Produzione
Il film, diretto da Stuart Heisler su una sceneggiatura di John Twist, fu prodotto da Anthony Veiller per la Warner Bros. e girato nell'Iverson Ranch a Chatsworth, nei Warner Brothers Burbank Studios a Burbank e nel Warner Ranch a Calabasas, in California, dal 1º maggio a metà giugno 1950. Per il ruolo da protagonista erano stati presi in considerazione Errol Flynn, Robert Ryan e Robert Mitchum.

## Distribuzione
Il film fu distribuito con il titolo Dallas negli Stati Uniti dal 30 dicembre 1950 al cinema dalla Warner Bros.
Altre distribuzioni:
- in Finlandia il 4 maggio 1951 (Dallas)
- ad Hong Kong il 7 giugno 1951
- in Svezia il 23 luglio 1951 (Dallas)
- in Danimarca il 30 luglio 1951 (Hævneren fra Dallas)
- in Francia il 12 settembre 1951 (Dallas, ville frontière)
- in Italia il 13 settembre 1951
- in Germania Ovest il 9 novembre 1951 (Todfeindschaft)
- in Giappone il 14 dicembre 1951
- in Austria il 12 febbraio 1952 (Todfeindschaft)
- in Francia il 13 febbraio 1952 (Paris)
- in Australia il 29 febbraio 1952
- in Portogallo il 9 maggio 1952 (A Paz voltou à Cidade)
- nelle Filippine il 1º luglio 1952
- in Austria nel luglio del 1963 (redistribuzione)
- in Finlandia il 23 ottobre 1964 (redistribuzione)
- in Belgio (Dallas, ville frontière e Dallas, grensstad)
- in Spagna (Dallas, ciudad fronteriza)
- in Italia (Il colonnello Hollister)
- in Grecia (O ekdikitis tis erimou)
- in Brasile (Vingador Impiedoso)

## Critica
Secondo il Morandini il film è un western "di routine in cadenze di commedia". Secondo Leonard Maltin il film è un western travestito da film d'azione.

## Promozione
Le tagline sono:
- "When all of Texas was a powder keg...they lit the fuse!".
- "THE FURY OF VIOLENCE AND VENGEANCE ECHOES ACROSS THE TEXAS PLAINS!".